# Галерија Синагога у Нишу
| Галерија Синагога у Нишу |                                          |
|                          |                                          |
| Галерија Синагога        |                                          |
| Врста:                   | Државна установа                         |
| Основана:                | 2009.                                    |
| Седиште:                 | Давидова 2 · Ниш Србија                  |
| Власник:                 | Народни музеј Ниш                        |
| Структура:               | - Изложбени простор - Помоћне просторије |
| Веб презентација         | http://narodnimuzejnis.rs/               |

Галерија Синагога у Нишу један је од изложбених простора Народног музеја у Нишу, у државном власништву, смештена у за ту намену адаптираној некадашњој Синагоги Јеврејске заједнице у Нишу. Галерија је намењена за организовање изложби из области ликовних уметности, археологије, историје и других области образовања и културе, организовање камерних концерата, промоција уметничких дела и других артефаката из богатих збирки Народног музеја у Нишу.

## Стање заштите
Због својих историјских и архитектонских вредности, зграда Галерије је од 1986. године под заштитом
Републике Србије, као културно историјски споменик од великог значаја.

## Значај
Будући да Народни музеј, од свог оснивања, далеке 1933. године, па све со 2009. године када је званично отворена Галерија Синагога, није поседовао наменску зграду, са простором намењеним за мултимедијалне презентације, тако да је одмах по отварању испунио сва очекивања запослених у
Музеју, као и оних изван њега који су имали прилике да га користе.

## Положај, изглед и размештај
Галерија се налази у центру Ниша у улици Давидовој 2, на 50 метара од трга Милана Обреновића, и 100 метара од Нишке тврђава, Градске куће, хотела Амбасадор, и централне градске пешачке зоне у Обреновићевој улици. Са позиција савремених музеолошких принципа, предности овог објекта су: његова добра позиционираност у просторном и амбијенталном миљеу града (строги центар), улица погодна за паркирање возила. 
Близина осталих музејских помоћних простора Народног музеја Ниш, добра организација самог изложбеног простора, могућност истовременог излагања у великој сали у партеру, као и галерији на спрату и бочним нишама на северном и јужном зиду, организација информативног пулта на партеру и пратећих садржаја у подруму (приручни технички депо, тоалети, и др.). Простор има и изузетне акустичне карактеристике и савремену техничку и видео заштиту.
Зграда некадашње синагоге, данас галерије, према пројекту за реконструкцију Завода за заштиту споменика Ниша, сачувала је своју препознатљиву фасаду — декорацију у модерној линеарној пластици, на западном улазу (допуњену текстом на хебрејском и спомен плочом са текстом на српском језику). Унутрашњост простора остала је аутентична. Објекат је према Давидовој улици ограђен декоративном гвозденом оградом између стубова од бетона. 
Зграда у приземљу има велику изложбену салу са карактеристичним хебрејским витражем у облику јеврејске звезде на источном зиду. Из улазног дела са обе стране улазног хола воде степенице ка галерији, која има проширени део изнад улаза, а потом се рачва у северну и јужну нишу изнад целе дужине изложбене сале. Лева и десна страна галерије ослања се на по шест украсних бетонских стубова, четвртатсог облика, са украсним стопама и капама, који дају монументални излед изложбеној сали.

## Историја
Поуздано се зна (из бележака неколицине старих нишких градитеља и архитеката) „да су Синагогу пројектовале београдске архитекте Милан Капетановић (1859-1934) и Виктор Азриел (око 1870-1936), који су били идејни творци и београдске синагогу 1908. године. Међутим Пеша Гедаља, стари Нишлија, тврдио је да је зграда дело архитекте Јаше Албабе“.
Синагога, некада јеврејски верски објекат, дат је Народном музеју у Нишу на газдовање 1957. године, јер је био ван употребе. Зуб времена и поремећена статика због изградње објеката у непосредној близини, као и подужи судски спор, пролонгирали су реконструкцију Синагоге и њно оспособљавање за презентације Народног музеја.
Због неупотребе и пропадања зграде, Градске власти Ниша су 1970. у договору са Јеврејском вероисповедном општином у Нишу постигле договор, да зграду синагоге због неупотребе за верске потребе ове заједнице, купи Народни музеј у Нишу, по цени од 100.000 динара, како је то и регулисано у купопродајном уговором бр. 559/1-70-295 од 29. маја 1970. Продајом синагоге она је престала да буде сакрални објекат и постала је само и искључиво галерија — изложбени простор Народног музеја у Нишу.
Као архитектонска и историјска вредност 1986. године, зграда синагоге стављена је под заштиту државе, а о заштити саме зграде, као заштићеног културног наслеђе, поред Народног музеја, бригу води и Секторски завод за заштиту споменика културе у Нишу, као надлежна институција.
Од друге половине 1970. године, након привремене санације, зграду је Народни музеј у Нишу прво користио као изложбени простор, затим као продајни салон намештаја, магацински простор, да би нешто касније престала њене употреба а објекат, без икакве намене, је поново препуштен зубу времена. На ово је умногоме утицала тешка материјална ситуација у задњој деценији 20. века, у култури Србије и култури Града Ниша, изазвана инфлацијом, НАТО агресијом и другим проблемима насталим након распада СФР Југославије.
Тек у јесен 2001. године Народни музеј је започело се са новом санацијом и реновирањем објекта, које је након бројних проблема окончано свечаним отварањем 2009. Синагога је те године преименована у вишенаменски „храм“, културе, на велико задовољство грађана Ниша, али и Јеврејске заједнице у Србији јер је су синагоги враћени стари сјај, и сва обележја из времена њеног оснивања.
Данас се синагога у Нишу, уместо за верске обреде користи као „храм културе“, за одржавање бројних изложби концерата, књижевних вечери итд. У њој уместо проповеди Рабина и гласова личних молитви Јевреја, одзвања музика и песма са многобројних концерата, глас песника са књижевних дешавања, или „глас“ тишине са бројних изложби и музејских поставки.

## Намена и задаци
Основна намена изложбеног простора Галерије је да уметницима из Србије, и запосленима у Музеју пружи прилику за организацију изложби и других видова мултимедијалних комуникација. 
Галеријски простор је на располагању и свим заинтересованим у Србији, региону Балкана и шире како за ликовну уметност тако и за све друге врсте уметности, и музеолошке садржаје.
Поред повремене и сталне поставке уметничких дела, галерија је намењена и за организовање разних ауторске и тематских изложби, из богате збирке Народног музеја у Нишу и других музеја из Србије. 
У њој позване институције културе могу слободно користити простор за изложбе и испробавање многиг видова презентација.
Један од задатака галерије је и њено редовно учешће (као пуноправног члана, са осталим културним институција Ниша), са ликовним изложбама и камерним концертима у акцији „Ноћ музеја“, која се сваке године одржава широм Србије.
Да уметницима и љубитељима музичке уметности, пружи квалитетан акустички простор за одржавање одговарајућих камерних концерата и соло наступа.

## Изложбене поставке
2009. година
Галерија је свечано отворена 29. маја 2009. године, првом музејском изложбом под називом „Први српски устанак и бој на Чегру“, аутора Марине Влаисављевић. Изложба је уприличена поводом прославе великог јубилеја, двестоте године од историјске епопеје на Чегру, а отворена је 29. маја и трајала је до 20. јула. Изложба је од стране Музејског друштва Србије проглашена најбољим изложбеним
пројектом у 2009. години и добила је престижну награду „Михаило Валтровић“
У сарадњи са Народним музејом у Чачку организована је изложба „Војвода Петар Бојовић, живот и победе“, аутора изложбе Радивоје Бојовић. Кроз богату документарну грађу и личне предмете ова изложба дочарала нам је лик и дело војводе Петра Бојовића,
Изложба „Хиландарске графике“ реализована је у сарадњи са Нишким културним центром, и аутором Зоран Д. Костић који је дао  својеврсну слику ове српске светиње кроз фотографије њених житеља, монаха, у
свакодневним својим послушањима. У време изложбе, 29. новембра одржана је промоција књиге „Цртежи и графике манастира Хиландар.” 
2010
Почетак рада галерије Синагога у 2010. години уприличен је међународном манифестацијом „Дани јапанске кулуре у Нишу“ од 26. фебруара до 24. марта, а у оквиру „Дана Јапана у Србији“. У оквиру ове манифестације, 26. фебруара организована је изложба јапанских лутака и јапанске графике 18. и 19. века под називом „Слике ефемерног света“.
У сарадњи са Саветом за културу Града Ниша и Ротари клубом Ниш Народни музеј је приредио изложбу ликовних радова уметника из дванаест земаља света, под називом „Паул Целан: Фуга смрти“, поводом
деведесет година од рођења и четрдесет година од смрти Паула Целана, једног од највећих песника двадесетог века. 
У сарадњи са Галеријом савремене уметности у Нишу, Народни музеј је организовао изложбу „Слово, алфабет звезда - 55 година у трагању за сликом“, сликара Слободана Јевтића. Изложене су слике великог формата, рађене у техници акрилик на платну, а тематски везане за космос и свемир, са израженим апстрактним елементима.
Изложба Рударско-геолошког факултета у Београду под називом „Минерали и драго камење, примена и
значај“, аутора проф. др Данила Бабича, са експонатима (самородни елементи, сулфиди, оксиди, хидроксиди), и могућности да се сазна њихова примена и значај.  
Из музејског фундуса, под називом „Слике прошлости Петра М. Аранђеловића, нишког дворског фотографа“, аутора етнолога Љиљане Тојага Васић поставила је изложбу предмета (фотографије личности и предела, стари апарати, фото-албуми) о почецима фотографије у Србији. Изложба је проглашена за културни дoгађај године у акцији Народних новина.
2011.
2012.

## Галерија слика са манифестација одржаних у синагоги
- Музички фестивал Constantinus одржава се у изузетно акустичном простору синагоге
- Спомен соба Бранка Миљковића на изложби у Синагоги у јесен 2011.
- Детаљ са изложбе „Хришћанство у Нишу кроз векове“ у зиму 2013
- Детаљ са изложбе „Колекција слика САНУ“ у пролеће 2016
- Ретроспективна изложба слика Радомира Антића (октобар 2022)